# 小坂秀雄
小坂 秀雄（こさか ひでお、1912年6月18日 - 2000年3月24日）は、日本の建築家。現在の東京都千代田区出身。小坂梅吉の子。

## 人物
日比谷公園の松本楼創業者で、貴族院多額納税者議員小坂梅吉の子として生まれる。銀座6丁目、かつて銀座松本楼があった場所に建てられた小松ストアー(現 ギンザコマツ)創業者の小坂武雄は異母兄弟。日比谷松本楼を継いだ小坂光雄は秀雄の実兄。
外務省庁舎を設計し、KDDIビルやホテルオークラ設計に携わった。
当時のホテルオークラ設計プランによると、外装は当初"縦のマリオン"を強調した谷口吉郎（オークラ設計委員長）が設計担当の予定だったが、他の近代建築を連想させ新鮮味が無いということで"横のフォルム"の小坂が外装を担当した。また全体プランも小坂が設計担当することで決まったが、大倉喜七郎会長のみならず野田岩次郎大成観光社長らもクビを突っ込み、最終的に9人の設計者が加わった。

### 略歴

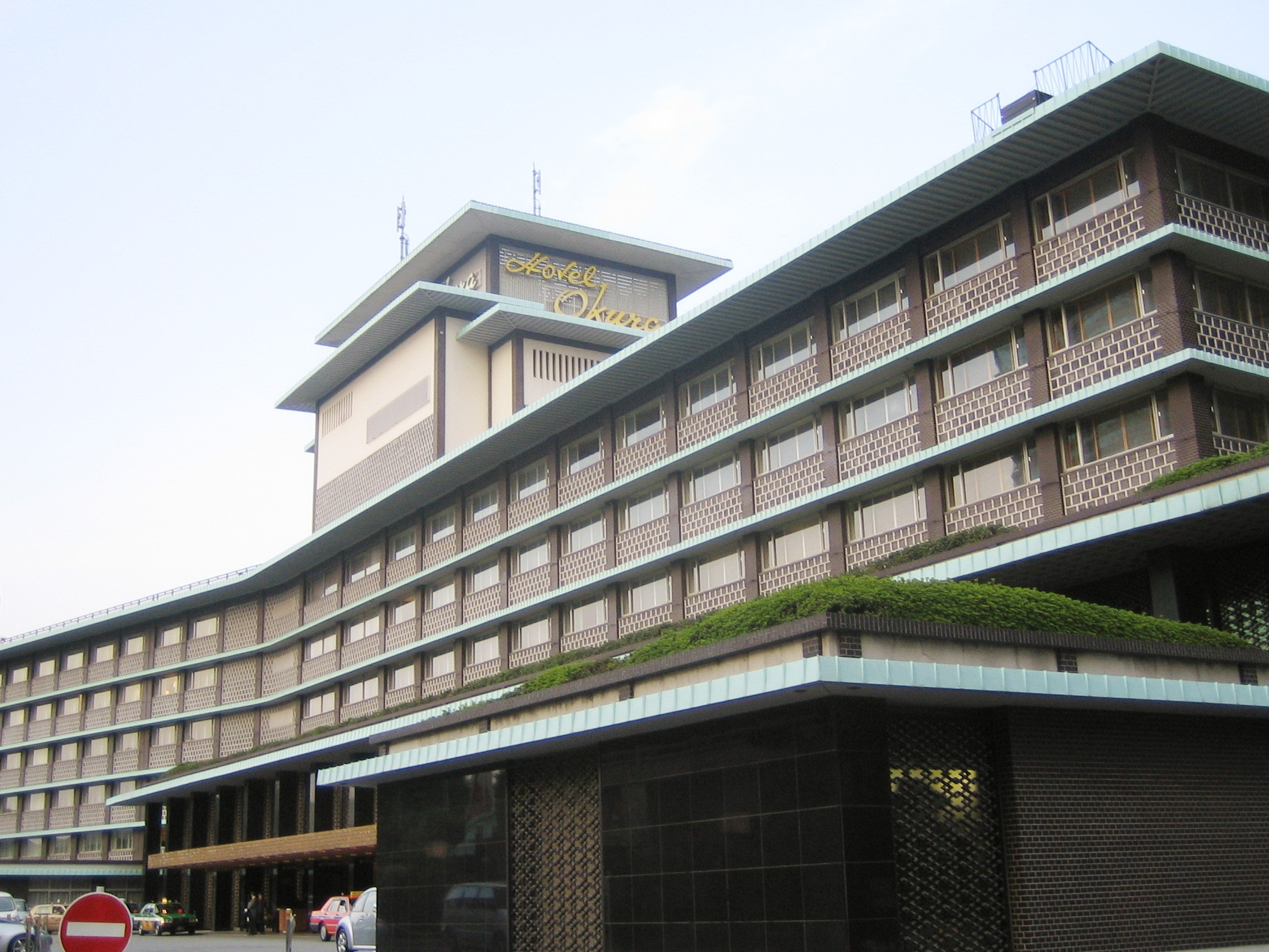
旧ホテルオークラ（1962年築）

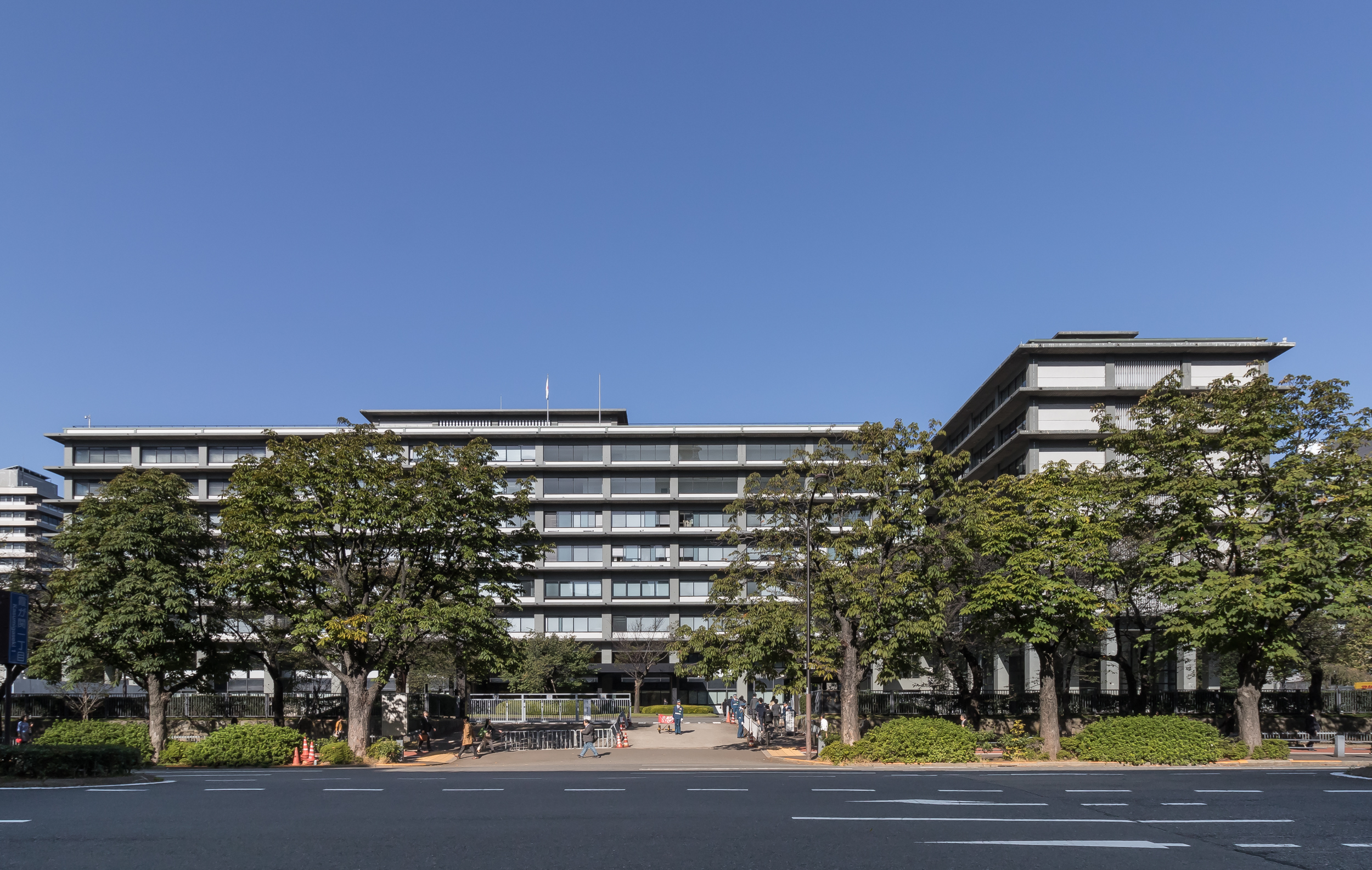
外務省庁舎（1970年築）

- 1930年（昭和5年）、東京府立第一中学校を卒業する。
- 1935年（昭和10年）、東京帝国大学工学部建築学科を卒業する。
- 1952年（昭和27年）、外務省庁舎設計競技で実施案が入選する。
- 1953年（昭和28年）、愛知県文化会館の設計競技で一等入選する。
- 1960年（昭和35年）、皇居造営建設委員会の委員となる。
- 1963年（昭和38年）、丸ノ内建築事務所を設立する。
- 2000年（平成12年）、脳梗塞のため死去[1]。

## 作品
- 東京逓信病院高等看護学院（1950年日本建築学会賞作品賞受賞）
- 外務省本庁舎（1960年、2003年DOCOMOMO JAPAN選定 日本におけるモダン・ムーブメントの建築）